# Giuseppe Guerrini
Giuseppe Guerrini (Cuneo, 7 settembre 1941) è un vescovo cattolico italiano, dal 17 dicembre 2016 vescovo emerito di Saluzzo.

## Biografia
Nasce a Cuneo, città capoluogo di provincia e sede vescovile, il 7 settembre 1941. Trascorre gli anni dell'infanzia nella stessa città.

### Formazione e ministero sacerdotale
Frequenta il seminario della diocesi di Cuneo.
Il 28 giugno 1964 è ordinato presbitero per la diocesi di Cuneo.
Dopo l'ordinazione continua gli studi al Pontificio Ateneo Salesiano di Roma, nel quale consegue la licenza in pedagogia e il diploma in psicologia. Nel frattempo, presta la sua collaborazione come vicario parrocchiale presso le parrocchie di Santa Maria Maggiore e di San Clemente Papa in Roma.
Tornato nella diocesi di Cuneo, svolge gli incarichi di vicerettore del seminario diocesano e di docente di psicologia, pedagogia, catechetica, didattica e sociologia nel medesimo, fino al 1975. Nel 1970 è nominato assistente diocesano della Gioventù di Azione cattolica e insegnante di religione presso il liceo classico di Cuneo (fino al 1989). Nel 1983 viene nominato vicario giudiziale del Tribunale ecclesiastico diocesano, e nel 1989 rettore del seminario. Nel settembre 2002 diventa amministratore parrocchiale della parrocchia del Cuore Immacolato di Maria nella città di Cuneo.

### Ministero episcopale
Il 16 aprile 2003 papa Giovanni Paolo II lo nomina vescovo di Saluzzo; succede a Diego Natale Bona, dimessosi per raggiunti limiti di età. Riceve l'ordinazione episcopale il 1º giugno dello stesso anno, nella cattedrale di Maria Vergine Assunta in Saluzzo, dall'arcivescovo metropolita di Torino, il cardinale Severino Poletto, co-consacranti il vescovo di Cuneo e di Fossano Natalino Pescarolo, e il vescovo emerito di Saluzzo Diego Natale Bona. Durante la stessa celebrazione prende possesso della diocesi.
Il 17 dicembre 2016 papa Francesco accoglie la sua rinuncia, presentata per raggiunti limiti di età, al governo pastorale della diocesi di Saluzzo; gli succede Cristiano Bodo, del clero di Vercelli. Rimane amministratore apostolico della diocesi fino all'ingresso del successore, avvenuto il 2 aprile 2017.

## Genealogia episcopale
La genealogia episcopale è:
- Cardinale Scipione Rebiba
- Cardinale Giulio Antonio Santori
- Cardinale Girolamo Bernerio, O.P.
- Arcivescovo Galeazzo Sanvitale
- Cardinale Ludovico Ludovisi
- Cardinale Luigi Caetani
- Cardinale Ulderico Carpegna
- Cardinale Paluzzo Paluzzi Altieri degli Albertoni
- Papa Benedetto XIII
- Papa Benedetto XIV
- Cardinale Enrico Enriquez
- Arcivescovo Manuel Quintano Bonifaz
- Cardinale Buenaventura Córdoba Espinosa de la Cerda
- Cardinale Giuseppe Maria Doria Pamphilj
- Papa Pio VIII
- Papa Pio IX
- Cardinale Alessandro Franchi
- Cardinale Giovanni Simeoni
- Cardinale Antonio Agliardi
- Cardinale Basilio Pompilj
- Cardinale Adeodato Giovanni Piazza, O.C.D.
- Cardinale Sebastiano Baggio
- Cardinale Anastasio Alberto Ballestrero, O.C.D.
- Cardinale Severino Poletto
- Vescovo Giuseppe Guerrini